# Воскресенская гора (Южный Урал)
Воскресе́нская гора́ (Воскресенка) находится на Южном Урале, в Гафурийском районе, в 24 км к северо-востоку от села Красноусольский. У подножия — останки Табынского солеварного острога (первая половина XVII в. — начало XVIII в.). Перед Воскресенкой горой поднимается Ольшанский бугор.
Ранее был глубокий овраг, где текла речка Воскресенка, где и находился солеварный острог. Сейчас выровнено при строительстве дорожной насыпи. Но сохранились воспоминания, в том числе описание С. Р. Минцлова:
«Он был невелик. По краю оврага, примыкающему к нему с северо-востока, затем со стороны поля с юго-востока и с северо-запада длина валов по 95 арш. (~70м), и только сторона, глядящая на нынешнее Табынское, имеет 84 арш. (~60 м). В середине последней хорошо заметен прорез ворот. На восточном, южном и западном углах видны квадратные площадки башен, обстреливавших продольно рвы; с северной стороны башни не было; на это указывает ров, не упирающийся, как в других углах, в площадку, а спущенный прямо в овраг…».
Юго-восточнее горы находится хребет Кырыбужан.